# Kritika ciničkog uma
Kritika ciničkog uma je knjiga njemačkog filozofa Petera Sloterdijka, objavljena u dva dijela 1983., pod njemačkim nazivom Kritik der zynischen Vernunft. U knjizi se raspravlja o filozofskom i popularnom cinizmu kao o socijalnom fenomenu u europskoj povijesti. 
U prvom dijelu Kritike ciničkog uma, Sloterdijk iznosi svoje filozofske teze. U drugom djelu koristi ove teze da bi izgradio fenomenologiju djelovanja koja utjelovljuje brojne aspetkt cinizma kako se pojavljuju u različitim oblicima javne rasprave. U oba dijela, veza između teksta i slike je integralni dio filozofske rasprave. 
Sloterdijk stalno ukazuje na etimiološku glasovnu promjenu od "K" u grčkoj riječi kunikos prema "C" u modernoj riječi cinik kao podršku za svoje teze: Originalna grčka škola ciničke filozofije je osnovana kao podverzija starogrčke Akademije i kao izraz nemoći općeg stanovništva, dok u modernom industrijskom i sadašnjem post-industrijskom sustavu, ovaj pojam se degradira primjenjujući ga primarno na merkantilističku razmjenu mjenjivih roba, uključujući i ideje. Sloterdijk ilustrira svoje stajalište kroz aktivnosti agenata i duplih-agenta, koji prema njemu utjelovljuju današnji cinizam kao inkarnaciju taktičnog razmišljanja, pragmatičnog manevriranja, utišavanja i šutnje. Sloterdijk zaključuje da istinska spoznaja u duhu Kantovih djela Beantwortung der Frage: Was ist Aufklärung? i Zum ewigen Frieden. Ein philosophischer Entwurf nikada nije ni postojala.